# 闘魂ヒート

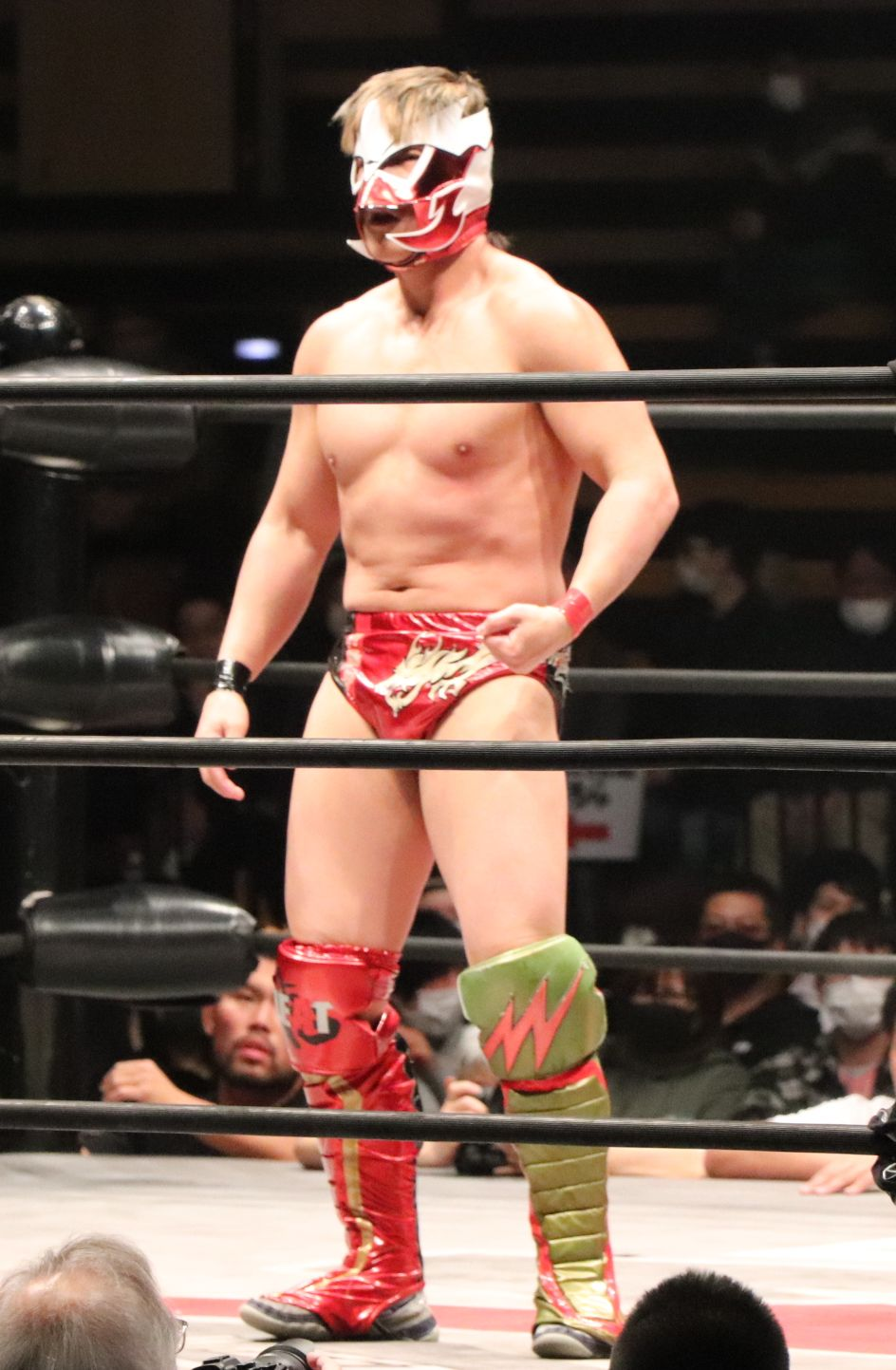
本作から生まれた実在レスラーの「ヒート」（2020年）

『闘魂ヒート』（Toukon Heat）は、パシフィック･センチュリー･サイバー･ワークス･ジャパンがゲームボーイアドバンスで2002年12月20日に発売した新日本プロレスを題材にしたプロレスアドベンチャーゲーム、アクションゲーム（発売元は「プロレス・ライブ・アクションゲーム」と呼称）である。

## 概要
2002年8月29日に都内で発表された闘魂ゲームプロジェクトのひとつ（もう一作はPlayStation 2用ソフト『闘魂猪木道』）。アントニオ猪木が直接プロデュースを担当し、キャラクターデザインは漫画家の島本和彦が務める。小学生プロレスラーのヒート（大羽火人）を主人公にするプロレスアドベンチャーゲームで、発売前の10月14日に現実の新日本プロレスでも「ヒート」としてデビューした。
ゲームは大羽火人として自宅での自主トレーニングや友人との会話、ときには覆面を被り道場でスパーリングするデイリーパートと、新日本プロレスの興行日程を消化する試合パートで進められる。試合パートは社長から指定される必ずしなくていけない試合日以外は、シリーズ中であれば全大会参加も全大会不参加とすることもできる。
ストーリーモードの他には試合モードがあり、コンピューター操作のと対戦の他、通信ケーブル対応で他のプレイヤーとの対戦も可能。
使える選手はストーリーの進行（主に日付）に合わせて増えていく。
ライターの赤野工作は「キッズゲームなのにキッズがついてこれなかった。プロレスファンにとっては随所に小ネタが盛り込まれた神ゲー」と述べている。

## ストーリー
重傷を負った小学生・大羽火人（おおば・ひびと）はアントニオ猪木からの輸血という形で“INOKI-IZM”を伝承された。以降、火人はマスクをかぶり、謎のマスクマン「ヒート」として新日本プロレスリングのリングにたち、実在するレスラー達、そして運命のライバルたちと戦っていく。

## 登場人物

### 主人公
大羽火人/ヒート
主人公の小学生。覆面を被ることでヒートに変身。新日本プロレスの選手、スタッフには小学生であることは秘密である。ベーシックスタイルは玄武の力。闘魂チャージメーターが満タン時にBボタンを押すことで白虎の力が宿る「タイガー・ヒート」（投げ技強化）、青竜の力が宿るドラゴン・ヒート（関節技強化）、朱雀の力が宿るフェニックス・ヒート（飛び技強化）の3モードに進化できる。変身時の名前は変更可能であるが「○○ヒート」と変更後も語尾に「ヒート」がつく。
火人自身は当初プロレスに興味はなく、対戦相手のことはつむぎから知る程度。猪木のことは「ダー！する変なおじさん」と捉えている。なお、火人の読みは「ひびと」であるが、アントニオ猪木の会話中のみ「ひーと」とルビが振られる。

### 主人公とその仲間
おもにデイリーパートで火人を支える。
織部つむぎ
火人の友人。クラッチ式フィシャーマンバスターをつっこみに使い、公園でプロレス（火人は実験台）するなどかなりのプロレス通。火人＝ヒートとはわかっていないが、知らず知らずのうちにヒートの情報面をサポート。
蔵前国雄
火人、つむぎらのクラス担任。通称・蔵前先生。さわやかな風貌だが蝶野正洋の熱狂的ファンでnWoシャツを着るほか、全身アリストトリストグッズである。ダイナマイトキッドｖｓタイガーマスク戦でプロレスファンになった。
大羽奈津子
火人の母。夫は事故で亡くしており、翻訳業を生業としている。
マスクド・アントン
プロレスショップ「マスクド・アントン」の店員。猪木の顔をかたどった覆面を被る謎多き人物。店の裏はなぜか南国の海になっている。本名は安丼（あんどん）で、ヒートのファイトマネーは一時的に彼の元に入っている。
百舌鳥円
新日本プロレスのスポンサー令嬢。

### 新日本プロレス
ヒートの参戦するプロレス団体。素性不明なヒートを警戒しつつも、応援する。
藤波辰爾
新日本プロレス社長。通称・ドラゴン。話好きで内容が横に逸れやすい。
池谷幸
新日本のスタッフ。週刊コングにインタビュー記事が出るほど有名なスタッフ。アントニオ猪木から指名のあったヒート参戦にゴーサインを出した人物。
七味晋一郎
新日本のスタッフ。闘魂ショップ勤務。受付役のような形で登場し、こっそり初代ヒートを名乗る。
木戸修
常に野毛道場にいる名コーチ。
ケロちゃん
新日本プロレスのリングアナウンサー。
蝶野正洋
渋谷オフィスにいるアメリカナイズされたプロレスラー。
西村修
試合の組み立てと輪廻転生について教えてくれる先輩レスラー。話の内容が小学生に理解できないほど小難しい。
棚橋弘至
新日本プロレスの若手レスラー。
安田忠夫
パチスロ好きのスキンヘッドのプロレスラー。

### 新日本プロレスジュニア
ヒートの階級がジュニアヘビー級であるため、初期の対戦相手となる。
金本浩二
関西弁で喧嘩っ早い新日本のレスラー。
エル・サムライ
新日本所属の覆面レスラー。試合前に競馬新聞を買う。
獣神サンダー・ライガー
新日本所属の覆面レスラー。人気も実力も高い。ゲーム冒頭ではIWGPジュニアヘビー級王者。
後にブラックライガー、バトルライガーとしても登場する。
成瀬昌由
昔気質のプロレスラー。関節技に自信がある。
井上亘
几帳面なプロレスラー。性格もストレート。
田中稔
ヒートを見て、他人とは思えないと語るレスラー。語尾は「っス」。

### 謎の戦士
月鬼
月よりの使者を自称する覆面レスラー。IWGPジュニア王座に挑戦し獲得していく。読みは「げっき」。
月姫
うさぎのようなマスクをかぶった女性レスラー。火人のことを内面からよく知っており、ヒートと戦うため新日本に上がることを希望する。読みは「げっき」。月鬼との関係は不明。
ショウ
アントニオ猪木の息子を自称する謎の男。
アントニオ猪木
ゲーム中では前年12月31日に現役復帰している新日本プロレスオーナー。たびたび強権を発揮。口癖は「ンムフフフ」。

## 音楽

### 主題歌
熱くファイト！
作曲:関戸鉄也　作詞:島本和彦　唄:REN